# Children’s Mercy Park
Der Children’s Mercy Park ist ein Fußballstadion in der US-amerikanischen Stadt Kansas City im Bundesstaat Kansas. Die Anlage wurde am 9. Juni 2011 eröffnet und seit diesem Zeitpunkt die Heimstätte des MLS-Franchise Sporting Kansas City. Das Fassungsvermögen für ein Fußballspiel ist auf 18.467 Zuschauer festgelegt, wobei eine Erweiterung auf bis zu 25.000 möglich ist.

## Geschichte

### Planung und Bau
Von 1996 bis 2007 spielte Kansas City im Arrowhead Stadium. Dieses wurde ab 2007 renoviert und die Mannschaft trat ab 2008 im CommunityAmerica Ballpark zu den Spielen an. Nach einem geeigneten Standort für ein fußballspezifisches Stadion suchten die Teambesitzer schon seit längerer Zeit.
Zunächst war der Bau auf der anderen Seite der Staatsgrenze in Kansas City (Missouri) geplant. Von diesem Vorhaben wurde aufgrund der Wirtschaftskrise aber wieder Abstand genommen. Im Westen von Kansas City (Kansas) wurde schließlich ein geeignetes Areal gefunden. Im September 2009 erfragten die Investoren bei Offiziellen des Wyandotte Countys und des Bundesstaates Kansas, ob es möglich wäre Zuschüsse für den Stadionbau zu erhalten. Nach der Absegnung durch die Behörden erfolgte am 20. Januar 2010 die Grundsteinlegung.
Das Stadion fasst nach der Fertigstellung insgesamt 18.500 Zuschauer und kann zu Konzerten oder anderen Veranstaltungen auf eine Kapazität von 25.000 Plätze erweitert werden. Die Zuschauerränge werden komplett überdacht sein. Daneben bekommt die Spielstätte u. a. 36 V.I.P.-Logen, fünf Business-Clubs, sechs Umkleidekabinen, vier Künstlergarderoben (bei Konzerten) und zwei Videowände. Das Spielfeld wird mit einer Rasenheizung und -kühlung ausgestattet. Neben dem Stadion entsteht außerdem eine Event-Plaza für verschiedene Veranstaltungen.

### Vergabe der Sponsoringrechte
Am 8. März 2011 wurde bekannt gegeben, dass sich die Lance Armstrong Foundation, eine Non-Profit-Organisation, die sich für den Kampf gegen Krebs einsetzt, die Sponsoringrechte am Stadion für sechs Jahre sichern konnte. Die Organisation zahlt dabei aber nichts, sondern wird darüber hinaus vom Club bei seinem Engagement, auch finanziell, unterstützt. Am 15. Januar 2013 wurde der Vertrag über die Namensrechte ausgelöst. Im November 2015 wurde das Children’s Mercy Hospital in Kansas City für zehn Jahre die Namensgeber der Spielstätte. Neben der Namensänderung wurde eine weitreichendere Zusammenarbeit zwischen Sporting Kansas City und dem Pädiatrie-Krankenhaus vereinbart.

### Eröffnung
Die offizielle Eröffnung fand am 9. Juni 2011 mit dem Spiel Sporting Kansas City gegen Chicago Fire statt. Das Spiel endete 0:0. Beim CONCACAF Gold Cup 2011 feierte das Stadion auch seine internationale Premiere. Am 14. Juni 2011 wurden hier die Spiele Kanada gegen Panama (1:1) und Guadeloupe gegen die Vereinigten Staaten (0:1) ausgetragen.